# Suite for to violiner og piano
Suite for to violiner og piano (Noors voor Suite voor twee violen en piano) is een compositie van Eyvind Alnæs. Het is een buitenbeentje is het oeuvre van Alnæs, die toch voornamelijk liederenbundels uitgaf dan wel werken voor orkest schreef. 
De suite bevat de volgende delen:
1. Allegro
2. Andante, tempo rubato
3. Allegro giocoso